# Ordine al Merito Ivoriano
L'Ordine al Merito Ivoriano è un Ordine cavalleresco della Costa d'Avorio.

## Storia
L'Ordine è stato fondato il 11 settembre 1970 per premiare meriti distinti nel settore pubblico, privato o militare.

## Classi
L'Ordine dispone delle seguenti classi di benemerenza:
- Cavaliere di Gran Croce
- Grand'Ufficiale
- Commendatore
- Ufficiale
- Cavaliere

| Nastri    |           |              |                 |                         |
| Cavaliere | Ufficiale | Commendatore | Grand'Ufficiale | Cavaliere di Gran Croce |

## Insegne
- Il nastro è giallo con una striscia verde centrale e due più sottili ai lati.